# (5243) Clasien
(5243) Clasien es un asteroide perteneciente al cinturón de asteroides, descubierto el 29 de septiembre de 1973 por Cornelis Johannes van Houten en conjunto a su esposa también astrónoma Ingrid van Houten-Groeneveld y el astrónomo Tom Gehrels desde el Observatorio del Monte Palomar, Estados Unidos.

## Designación y nombre
Designado provisionalmente como 1246 T-2. Fue nombrado Clasien en homenaje a Clasien Shane, esposa del profesor de astronomía en Nijmegen y el Observatorio de Leiden W. W. Shane. Entre los años 1982 y 1987, la astrónoma Ingrid van Houten-Groeneveld se alojó en casa de los Shanes mientras realizaba el estudio de los troyanos T-1, T-2 y T-3, estando muy agradecida por su encantadora hospitalidad.

## Características orbitales
Clasien está situado a una distancia media del Sol de 2,773 ua, pudiendo alejarse hasta 3,272 ua y acercarse hasta 2,275 ua. Su excentricidad es 0,179 y la inclinación orbital 7,489 grados. Emplea 1687,38 días en completar una órbita alrededor del Sol.
Los próximos acercamientos a la órbita de Júpiter se producirán el 9 de marzo de 2049, el 29 de octubre de 2071 y el 30 de junio de 2094, entre otros.

## Características físicas
La magnitud absoluta de Clasien es 13,1. Tiene 14 km de diámetro y su albedo se estima en 0,046. Está asignado al tipo espectral C según la clasificación SMASSII.